# Bayview (Wisconsin)
Bayview es un pueblo ubicado en el condado de Bayfield en el estado estadounidense de Wisconsin. En el Censo de 2010 tenía una población de 487 habitantes y una densidad poblacional de 3,35 personas por km².

## Geografía
Bayview se encuentra ubicado en las coordenadas 46°44′16″N 90°54′8″O / 46.73778, -90.90222. Según la Oficina del Censo de los Estados Unidos, Bayview tiene una superficie total de 145.33 km², de la cual 107.43 km² corresponden a tierra firme y (26.08%) 37.9 km² es agua.

## Demografía
Según el censo de 2010, había 487 personas residiendo en Bayview. La densidad de población era de 3,35 hab./km². De los 487 habitantes, Bayview estaba compuesto por el 89.12% blancos, el 0.62% eran afroamericanos, el 4.72% eran amerindios, el 0% eran asiáticos, el 0% eran isleños del Pacífico, el 0.41% eran de otras razas y el 5.13% pertenecían a dos o más razas. Del total de la población el 0.82% eran hispanos o latinos de cualquier raza.